# Robert George
Sir Robert George (Cromarty, 27 luglio 1896 – Londra, 13 settembre 1967) è stato un generale e politico britannico.

## Biografia
Nacque nella Contea di Ross e Cromarty, in Scozia.
Studiò a Invergordon e Inverness.
Nel mese di maggio 1927 si sposò con Sybil Elizabeth Baldwin.

## Carriera
Quando la prima guerra mondiale è scoppiata nel 1914, George si arruolò nelle Highlanders Seaforth e fu inviato in Francia. Venne trasferito al Royal Flying Corps. Nel 1919 è stato nominato in una commissione permanente nella Royal Air Force. Venne nominato responsabile del comando No. 100 Squadron nel 1930 e responsabile del comando No. 33 Squadron nel 1932.
Servì poi come Senior Air Staff Officer presso la sede della RAF Far East a Singapore dal 1934 e come Comandante della Stazione della RAF Hawkinge dal 1937. All'inizio della seconda guerra mondiale era Air Attaché ad Ankara. Continuò di essere responsabile del comando di Air AHQ in Iraq e in Persia nel 1944. Dopo la guerra ha servito da Air Attaché a Parigi, fino al suo ritiro nel 1952.

### Governatore del South Australia
Sir Robert è stato nominato governatore dell'Australia Meridionale nel mese di agosto 1952. Lui e sua moglie arrivarono ad Adelaide all'inizio dell'anno seguente.
Nel mese di marzo 1954, il peggior terremoto della storia di Adelaide danneggiò Government House, insieme a molti altri edifici della città. Meno di un anno dopo, la residenza estiva del governatore a Marble Hill è stata distrutta nella Domenica nera del mese di gennaio 1955. Infine, il Alluvione del Murray è stato il più grande disastro della storia.
Anche se ammirato per il suo coraggio, Sir Robert era considerato fuori moda da parte delle masse, in particolare a causa sua impazienza, per il gioco del polo e la sua abitudine di portare un fly-frusta e una canna. Sua moglie era un ardente sostenitore degli enti di beneficenza, ma il suo sostegno per i ruoli tradizionali non era popolari con le emergenti femministe.

## Morte
George e la sua famiglia si ritirarono in Inghilterra nel 1959, dopo il quale ha ricoperto ulteriori incarichi di governo. Morì in un ospedale di Londra il 13 settembre 1967, dopo essere stato accidentalmente investito da una macchina e non riprese conoscenza.